# Museo di Mallawi
Il Museo di Mallawi è un museo archeologico di Mallawi dedicato alle antichità egizie.

## Storia e descrizione
Il museo venne fondato nel 1963 per ospitare i reperti proveniente dagli scavi locali e dai siti di Tuna el-Gebel, Ermopoli, Antinopoli e Amarna. Saccheggiato nel 2013 (durante il saccheggio rimase ucciso un funzionario e ferito il direttore), degli oltre mille reperti rubati ne sono stati recuperati novecentocinquanta; dopo un restauro costato circa un milione di euro, il museo è stato riaperto nel 2016.
Sono raccolte statuette del dio Thot in forma di ibis e di babbuino, mummie, sarcofagi, maschere di mummie e oggetti funerari di epoca tolemaica e greco-romana.